# Majo no Tabitabi
Majo no Tabitabi (魔女の旅々), was so viel wie „Die Reise der Hexe“ bedeutet, ist eine Light-Novel-Reihe des japanischen Autoren Jougi Shiraishi. Im Englischen wird die Serie auch Wandering Witch: The Journey of Elaina genannt. Sie ist der Fantasyliteratur einzuordnen. Die Romanserie erscheint seit April 2016 im GA Novel des Verlages SB Creative und brachte bisher zwölf Bände hervor. Seit November 2018 erscheint zudem ein Manga zum Roman, der seit 2020 als Elainas Reise auch auf Deutsch erscheint. Eine Umsetzung als Anime-Fernsehserie wird seit Oktober 2020 im japanischen Fernsehen gezeigt.
Der Roman folgt der Hexe Elaina auf ihren Reisen durch die Welt.

## Handlung
Eine Hexe namens Elaina begibt sich auf eine Reise, um die Welt zu erkunden. Auf dieser Reise erkundet sie verschiedenste Orte und lernt andere Personen kennen. So besucht sie ein Land, das von anderen Hexen bewohnt wird, und trifft unter anderem auf einen Riesen, der in seine Muskeln verliebt ist. Mit jedem Aufeinandertreffen lernt Elaina, dass sie Teil der Lebensgeschichte ihrer neuen Bekanntschaften sein wird und sich ihre Weltsicht immer mehr erweitert.

## Umsetzungen

### Light Novel
Jougi Shiraishi startete Majo no Tabitabi zunächst als Webroman und debütierte im April 2014 auf Amazon Kindle, hatte aber zu Beginn schlechte Verkaufszahlen erreicht. Shiraishi begann auf 2channel zu bewerben und erreichte so eine größere Leserschaft. So wurde auch der Verlag SB Creative auf den Roman aufmerksam, der daraufhin begann die Light Novel ab April 2016 in seinem Magazin GA Novel in gedruckter Form zu veröffentlichen. Die Reihe erschien auch in bisher 23 Bänden.
Der Verlag Yen Press veröffentlicht den Roman in englischer Sprache im nordamerikanischen Raum.

### Manga
Shiraishi veröffentlichte von November 2018 bis März 2024 eine Umsetzung als Web-Manga mit Illustrationen von Itsuki Nanao. Dieser erschien auf der Smartphone-App Manga UP! sowie auf deren Website. Gedruckt erscheint der Manga in insgesamt sechs Bänden.
Bei Altraverse erschien von Oktober 2020 bis Januar 2025 eine deutsche Ausgabe unter dem Titel Elainas Reise. Square Enix veröffentlicht eine englische Ausgabe des Mangas seit Juli 2020. Das ursprüngliche Veröffentlichungsdatum war der 12. Mai 2020, jedoch wurde eine Herausgabe aufgrund der COVID-19-Pandemie in den Vereinigten Staaten verschoben.

### Anime
Im Oktober 2019 wurde angekündigt, dass Majo no Tabitabi eine Umsetzung als Anime-Fernsehserie erhalten wird. Dieser entsteht im Studio C2C unter der Regie von Toshiyuki Kubooka. Die erste Staffel umfasste zwölf Folgen und wurde vom 2. Oktober bis zum 18. Dezember 2020 wöchentlich ausgestrahlt.
Im Vorspann wird Literature von Reina Ueda und im Abspann Haiiro no Saga von ChouCho verwendet.

## Erfolg
In der Jahresbestenliste des Ratgebers Kono Light Novel ga Sugoi! des Unternehmens Takarajimasha landete Majo no Tabitabi auf dem neunten Platz in der Rubrik Tankōbon. In den Jahren 2019 und 2020 belegte die Light Novel jeweils Platz sechs.